# Zasłonak zielony

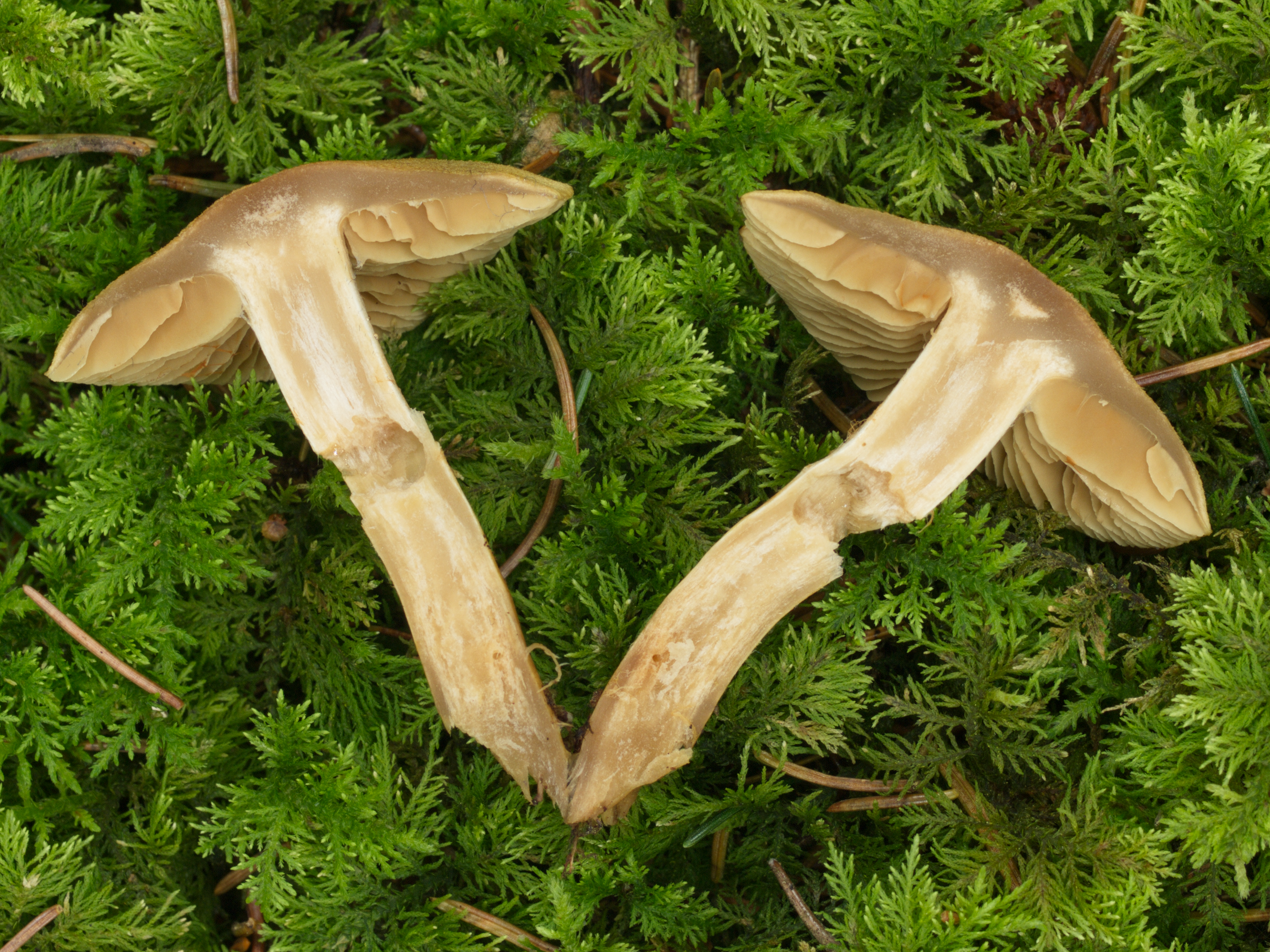

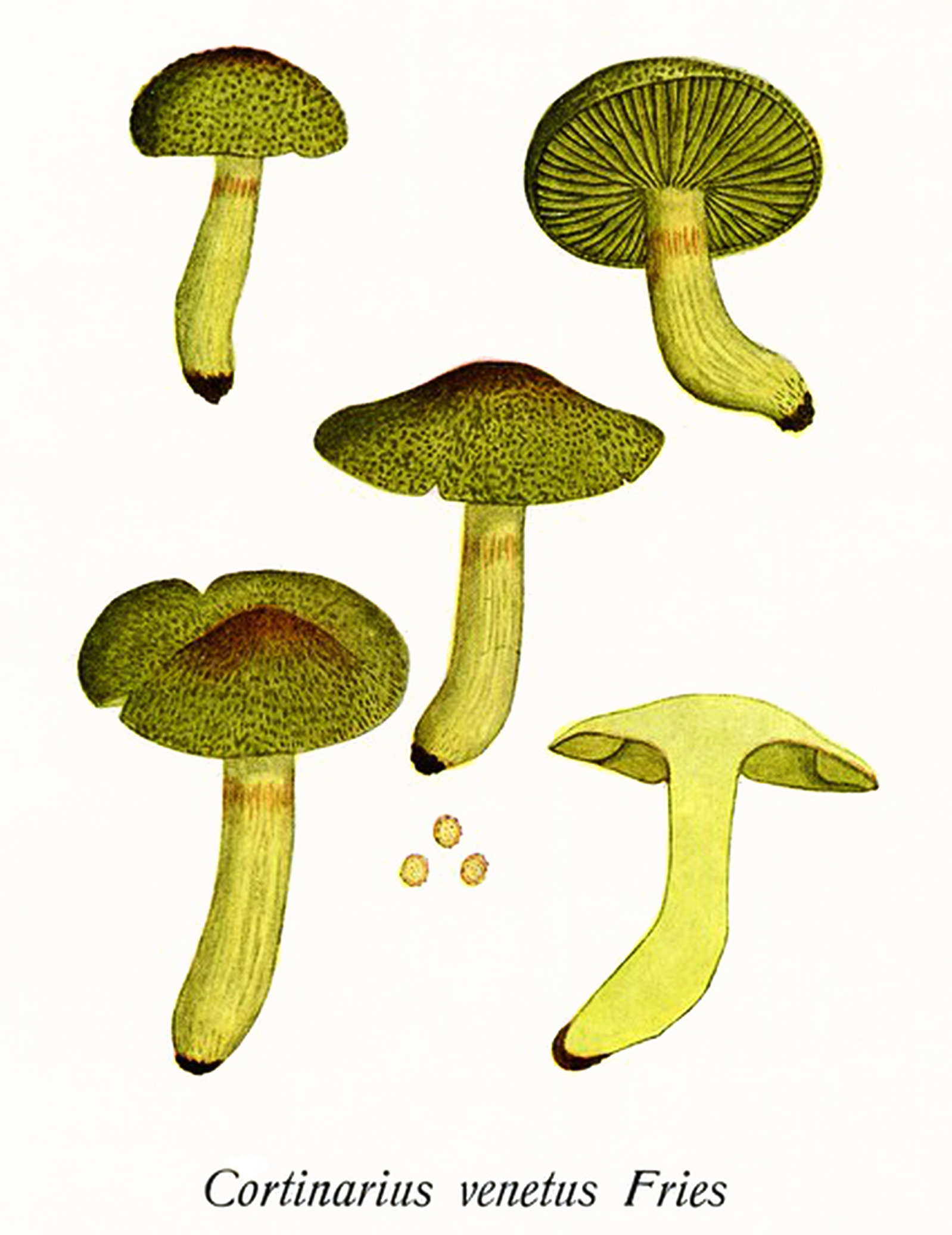

Zasłonak zielony (Cortinarius venetus (Fr.) Fr.) – gatunek grzybów należący do rodziny zasłonakowatych (Cortinariaceae).

## Systematyka i nazewnictwo
Pozycja w klasyfikacji według Index Fungorum: Cortinarius, Cortinariaceae, Agaricales, Agaricomycetidae, Agaricomycetes, Agaricomycotina, Basidiomycota, Fungi.
Po raz pierwszy zdiagnozował go w 1821 r. Elias Fries, nadając mu nazwę Agaricus urbicus. Obecną, uznaną przez Index Fungorum nazwę nadał mu ten sam autor w 1838 r., przenosząc go do rodzaju Cortinarius. Synonimy:

- Agaricus raphanoides ß venetus Fr. 1821
- Agaricus venetus (Fr.) Fr. 1818
- Cortinarius venetus var. minor Kühner & Romagn. 1953
- Cortinarius venetus var. montanus M.M. Moser 1970
- Cortinarius venetus (Fr.) Fr. 1838 var. venetus
- Cortinarius venetus var. viridis Moënne-Locc. 2005
- Dermocybe veneta (Fr.) Ricken 1915

Nazwę polską nadał Andrzej Nespiak w 1975 r. Używał też nazwy zasłonak wątpliwy.

## Morfologia
Kapelusz
Średnica 1,5–7 cm, za młodu półkulisty, później kolejno łukowaty i płaski, w końcu płaski z tępym garbem lub lekko wklęsły. Powierzchnia pilśniowata, początkowo żółtozielona lub oliwkowa, potem oliwkowobrązowa. Brzeg jaśniejszy – oliwkowożółty, u młodych owocników połączony z trzonem resztkami żółtej zasnówki. Jest higrofaniczny.
Blaszki
Szerokie i szeroko do trzonu przyrośnięte, początkowo oliwkowozielone, później rdzawobrązowe. Ostrza jaśniejsze i jednolicie ubarwione.
Trzon
Wysokość 3–8 cm, grubość 5–10 mm, walcowaty, w dolnej części maczugowaty, kruchy, u młodych okazów pełny i podłużnie pokryty siarkowożółtymi włókienkami, u starszych pusty i pokryty brązowymi włóknami, tylko podstawa trzonu pozostaje żółtozielona.
Miąższ
W stanie suchym białawy, w stanie wilgotnym oliwkowoszary Zapach rzodkiewkowy, smak cierpki
Cechy mikroskopowe
Zarodniki jajowate, prawie okrągłe, średnio brodawkowane, o rozmiarach 6–8 × 5,5–6 μm.
Gatunki podobne
Podobny jest zasłonak kutnerkowaty (Cortinarius cotoneus),. Również ma pilśniowaty kapelusz, ale jego kapelusz nie jest higrofaniczny, trzon co najwyżej maczugowaty, ale nie bulwiasty, nie posiada zielonkawych odcieni i jest większy

## Występowanie i siedlisko
Znane są jego stanowiska w Europie i Kanadzie. W piśmiennictwie naukowym na terenie Polski do 2003 r. podano tylko 2 stanowiska (w Górach Świętokrzyskich i w Zakopanem).
Grzyb mykoryzowy. Rośnie na ziemi w lasach, szczególnie pod jodłami, świerkami, sosnami, rzadziej pod bukami. Owocniki tworzy od sierpnia do października.
Grzyb trujący.
.